# Mineral accesorio

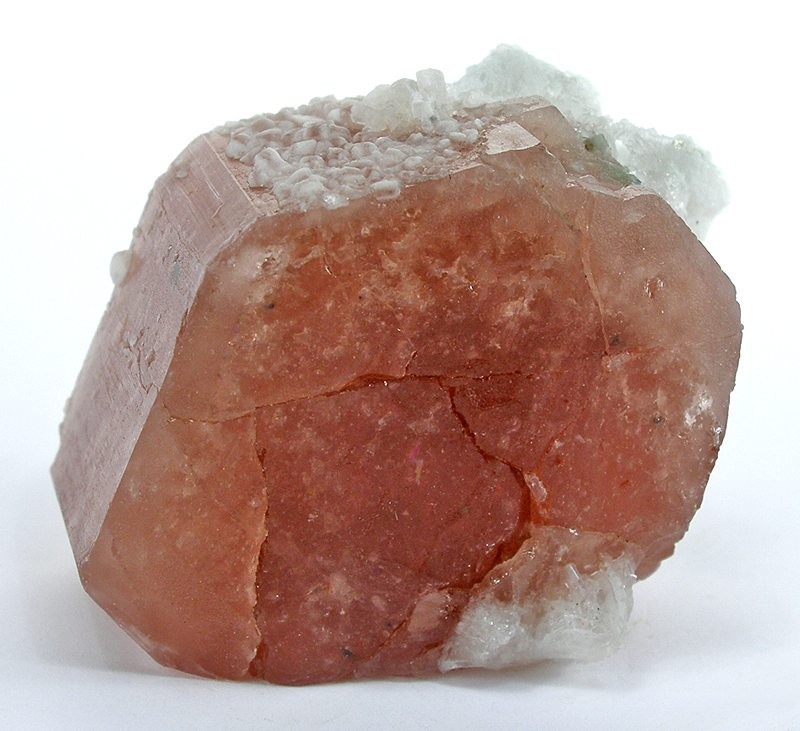
El apatito suele ser un mineral accesorio en rocas ígneas.

Un mineral accesorio es un mineral presente en rocas ígneas que no afecta a la clasificación de dichas rocas. Un ejemplo de mineral accesorio es el apatito (Ca5[PO4]3[F,Cl,OH]), que se puede encontrar en la mayoría de las rocas ígneas.